# Onychodus
L'onicodo (gen. Onychodus) è un pesce osseo estinto, appartenente ai sarcotterigi. Visse nel Devoniano medio - superiore (circa 395 - 365 milioni di anni fa) e i suoi resti fossili sono stati ritrovati in Nordamerica, Australia ed Europa.

## Descrizione
Questo pesce era di grandi dimensioni, e poteva raggiungere i 4 metri di lunghezza, anche se la maggior parte degli esemplari erano lunghi circa 1 o 2 metri. Il corpo era massiccio e allungato, ma la caratteristica principale di Onychodus era data dalla presenza di un paio di spirali dentate parasinfisiali, che sorreggevano grandi denti simili a zanne. Le spirali dentate erano retrattili, compresse lateralmente e poste nella parte anteriore della mandibola. Queste spirali non erano attaccate ad altre ossa, e si inserivano in un paio di profonde cavità presenti nel palato quando la bocca era chiusa. La mandibola era connessa alla mascella superiore in un modo tale che, quando le fauci venivano spalancate, le spirali dentate scattavano come un coltello a serramanico. La mascella superiore era dotata di 30 denti aguzzi che decrescevano di taglia verso la parte posteriore. Gli esemplari giovani erano dotati di sei lunghe zanne, mentre gli adulti erano dotati di tre zanne.
In Australia occidentale è stato ritrovato un esemplare quasi completo di Onychodus, lungo circa 47 centimetri, con una testa di circa 10 centimetri e zanne di 1,2 centimetri. Questo esemplare è lungo solo la metà di individui più grandi, noti per crani lunghi 19 centimetri. Tuttavia, singole zanne isolate lunghe 4 centimetri indicano che vi erano esemplari ben più grandi. La sezione del corpo era ovale; lungo i lati del corpo erano presenti numerosi pori che costituivano un sistema senoriale. Questo sistema garantiva al pesce di localizzare le prede e di posizionarsi in spazi angusti. La pinna caudale era quasi simmetrica lungo la colonna vertebrale, leggermente arrotondata e molto flessibile. Erano presenti due pinne dorsali molto arretrate, anche se la prima pinna dorsale non è ben conosciuta. Ventralmente, la grande pinna anale si estendeva oltre la parte anteriore della pinna caudale. Le scaglie ricoprivano tutto il corpo e si sovrapponevano parzialmente; le più piccole avevano un diametro di 5 millimetri, e le più grandi avevano un diametro di 22 millimetri.

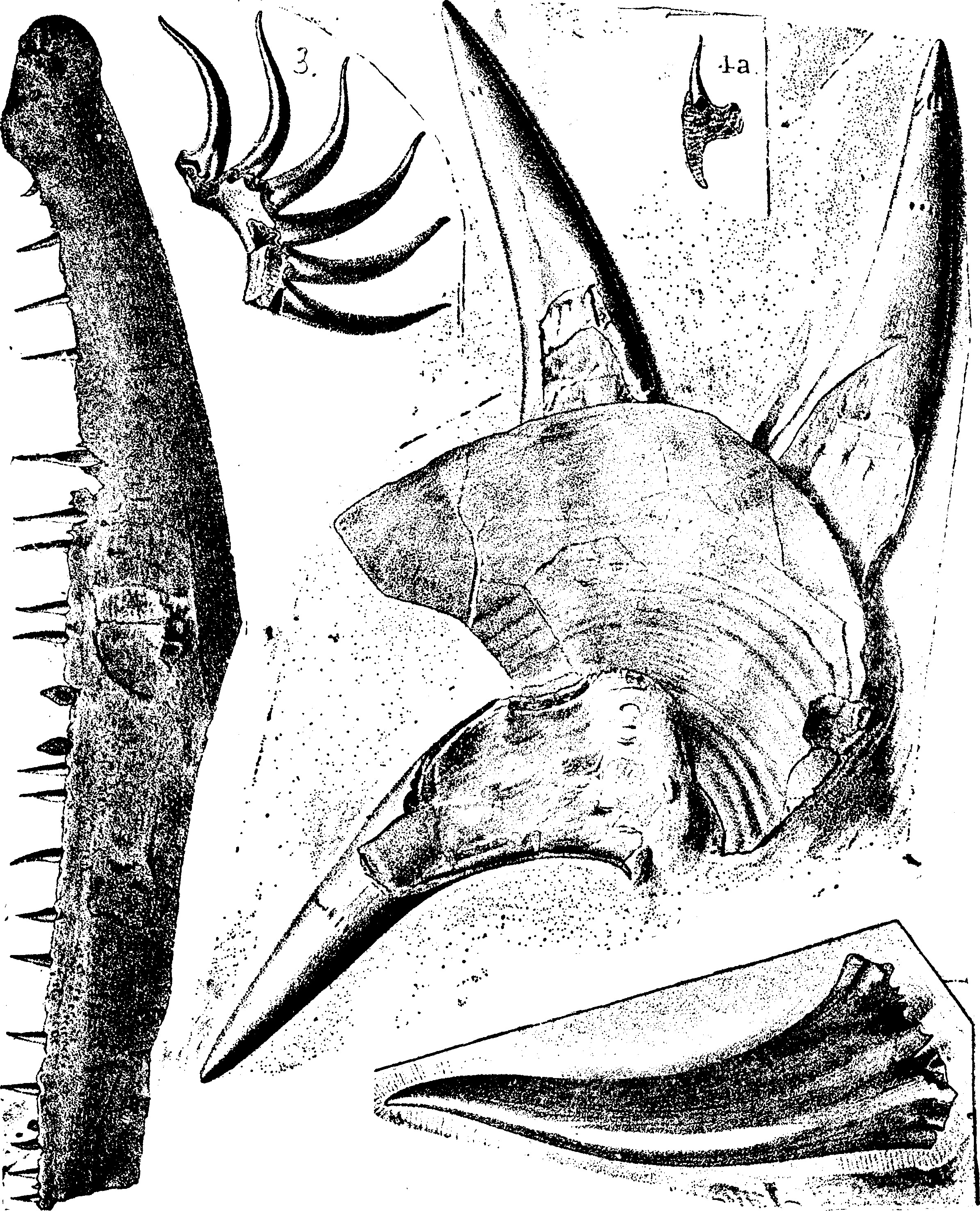
Illustrazione dei fossili di Onychodus sigmoides

## Classificazione

### Storia delle scoperte
Il genere Onychodus (il cui nome significa "dente artiglio", in riferimento alla forma dei grandi denti parasinfisiali) venne descritto per la prima volta nel 1857 da John Strong Newberry. I fossili frammentari (una mandibola e parti del cranio) furono ritrovati in Ohio in terreni del Devoniano medio, nella zona di Ostrander (Contea di Delaware). La specie tipo è Onychodus sigmoides (ovvero "a forma di S", con riferimento alla forma peculiare delle grandi zanne) e i fossili vennero illustrati dal geologo Grove Karl Gilbert. I fossili si sono conservati isolati, poiché le ossa di Onychodus erano scarsamente salde fra loro e si disperdevano velocemente dopo la morte dell'animale. Gli studi indicano che Onychodus sigmoides era lungo circa 3 metri e doveva essere il più grande pesce osseo del Devoniano medio.
La seconda specie descritta, O. jaekeli, è stata ritrovata in Germania e venne descritta nel 1965 da Walter Gross; era dotata di ben nove zanne di eguale lunghezza. Dall'Australia (Nuova Galles del Sud, zona di Canowindra) provengono i fossili di O. yassiensis, del tardo Devoniano, descritto da David Lindley nel 2002. La specie più nota è un'altra specie australiana, proveniente dalla formazione di Gogo nei pressi di Kimberley (Australia Occidentale): O. jandemarrai venne descritto nel 2006 ed è noto per gran parte dello scheletro, privo solo di parte della pinna caudale e delle pinne pettorali e pelviche, così come della prima pinna dorsale. Il nome O. jandemarrai si riferisce al guerriero aborigeno Jandemarra, che visse nella stessa zona.
Altre specie meno note sono Onychodus anglicus dell'Inghilterra, O. arcticus da Spitsbergen (Norvegia), O. hopkinsi e O. ortoni del Nordamerica, e O. obliquidentatus della Germania. Un'altra specie, O. eriensis, è stata descritta nel 2017 e proviene dalla formazione Dundee di Pelee Island, in Canada. 

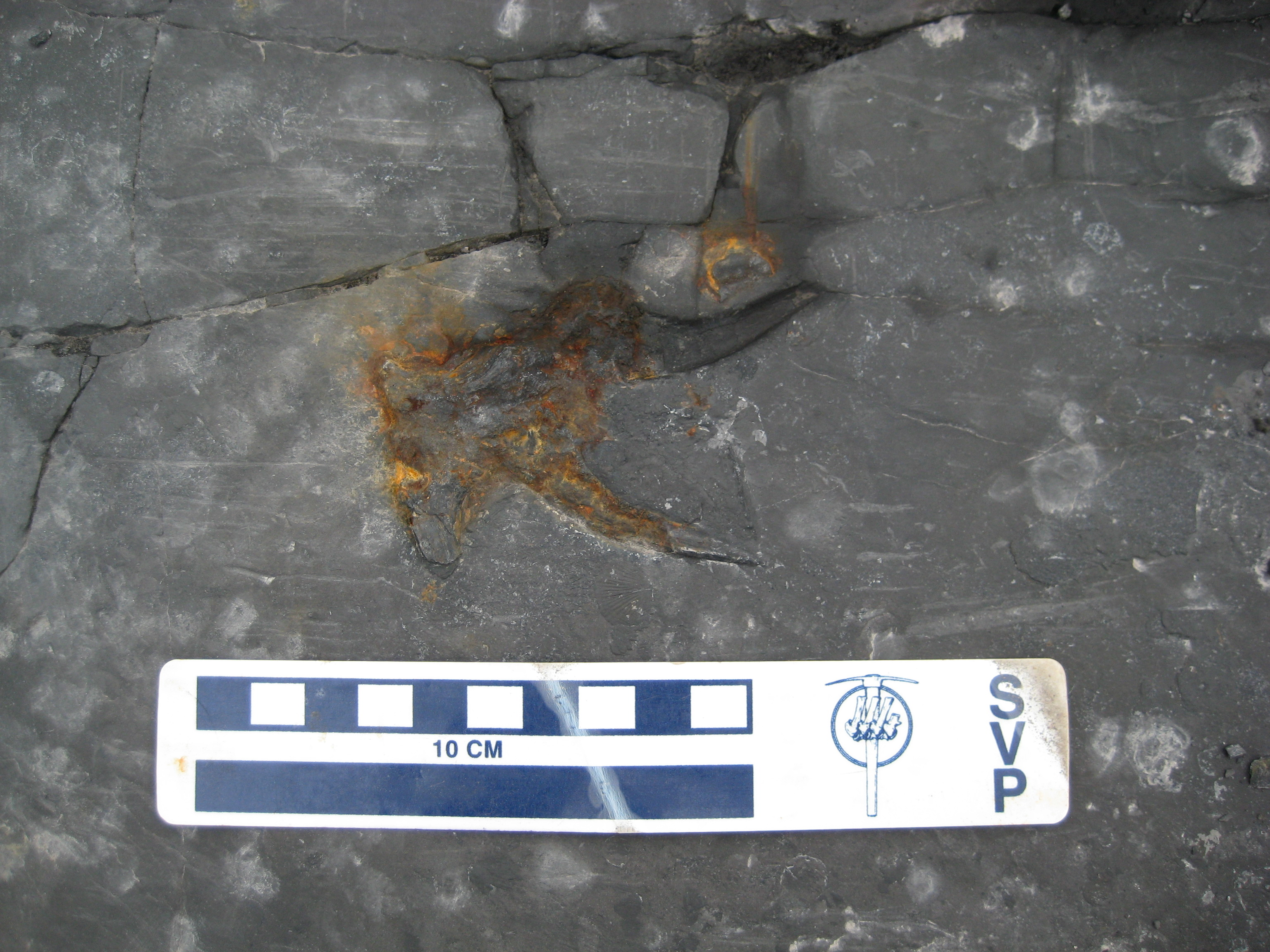
Spirale dentata di Onychodus

### Tassonomia
Onychodus è il genere tipo dell'ordine Onychodontida e della famiglia Onychodontidae; quest'ultima venne descritta nel 1891 da Arthur Smith Woodward; il gruppo Onychodontiformes, descritto nel 1973 da Mahala Andrews, era caratterizzato da un cranio altamente cinetico e da denti simili a zanne. È stato suggerito che Onychodus fosse strettamente imparentato con l'antico Psarolepis della Cina. È opinione comune che Onychodus e Psarolepis fossero pesci ossei basali, a causa dell'assenza di caratteristiche principali riscontrabili invece nei celacanti, nei pesci polmonati e nei tetrapodomorfi. La posizione di Onychodus e Psarolepis nel cladogramma è al di fuori dei principali gruppi di sarcotterigi (i pesci con le pinne lobate), ma in una posizione più derivata degli attinotterigi (i pesci con le pinne a raggi). Un altro onicodontide è il piccolo Strunius.

## Paleobiologia
Molte caratteristiche degli onicodontiformi sono note soltanto grazie ai fossili di Onychodus; come altri onicodontiformi, questo pesce aveva un cranio altamente cinetico e flessibile; questa insolita caratteristica era dovuta allo scarso grado di unione delle ossa del cranio, che a volte si sovrapponevano ed erano connesse solo grazie a tessuti molli e cartilagine. anche la scatola cranica era solo parzialmente costituita da ossa.
Altri tratti distintivi erano legati alle spirali dentate della mandibola. Poiché potevano ruotare, questo modo di articolazione delle fauci non è comparabile a quello degli altri pesci ossei dalle pinne raggiate. La mandibola era interamente articolata con cartilagine, senza una struttura intermedia tra i lati opposti, e ciò permetteva la separazione delle ossa quando la preda era intrappolata. Inoltre, l'articolazione lassa causava un movimento laterale, cosicché le pareti delle zanne si disallineavano. Le parti della mandibola avrebbero poi ruotato verso l'interno per far sì che le spirali dentate si inserissero perfettamente negli spazi vuoti della mascella superiore. È stata suggerita l'esistenza di un legamento di ancoraggio e di un meccanismo retrattore in una fossa sotto la spirale dentata, una condizione unica tra i vertebrati. La capacità delle zanne inferiori di posizionarsi con le file dei denti nella mascella superiore, durante la chiusura, manteneva le spirali dentate al loro posto. 

### Comportamento predatorio
Lo studioso John A. Long ha suggerito che Onychodus fosse un predatore d'agguato, che si nascondeva nelle scogliere del Devoniano per poi lanciarsi sulle prede non appena queste nuotavano nei paraggi. Un fossile di Onychodus proveniente dall'Australia Occidentale è stato ritrovato con la metà anteriore di un pesce placoderma all'interno della sua gola. Questo interessante ritrovamento indica che Onychodus era un pesce predatore molto potente, in grado di mangiare pesci pesantemente corazzati. Le pinne pettorali di Onychodus erano abbastanza potenti da permettere a questo pesce di spostarsi lungo il fondale marino in cerca di un posto per nascondersi tra le colonie di coralli. La pinna dorsale posteriore era piuttosto potente e poteva funzionare come propulsore per lanciarsi a gran velocità per catturare le prede.